# Rahul Bose
Rahul Bose (sinh 27 tháng 7 năm 1967) là một diễn viên điện ảnh, đạo diễn, biên kịch, nhà hoạt động xã hội, và cầu thủ bóng bầu dục người Ấn Độ. Bose đã tham gia diễn xuất trong các bộ phim Bengal như Mr. and Mrs. Iyer, Kalpurush, Anuranan, Antaheen, Laptop và The Japanese Wife. Ông cũng đã tham gia diễn xuất trong các phim Hindi như Pyaar Ke Side Effects, Maan Gaye Mughal-e-Azam, Jhankaar Beats, Kucch Luv Jaisaa, và Chameli. Ông cũng đóng vai antagonist trong bộ phim Tamil-Hindi năm 2013 Vishwaroopam. Time đã gọi ông là "siêu sao của điện ảnh Ấn Độ" còn Maxim gọi ông là Sean Penn của điện ảnh phương Đông". cho những diễn xuất của ông trong những phim điện ảnh song song như English, August và Mr. and Mrs. Iyer.